# Pallacanestro ai Giochi della VIII Olimpiade
La pallacanestro ai Giochi olimpici di Parigi 1924 fu uno sport dimostrativo.
Sedici squadre provenienti da scuole francesi, da Inghilterra e Italia, dalle YMCA e dall'esercito si disputano il titolo tra l'8 e il 20 luglio 1924. Il torneo è vinto dai britannici del Methodist Memorial, davanti a YMCA Londra, Torino, Parigi, Bercy e Clamart e Soldier's Home del 5º Reggimento di Fanteria.

## Storia
Dopo l'esordio a St. Louis 1904, il basket fu escluso dal programma ufficiale dei Giochi Olimpici, in quanto era ancora poco diffuso su scala internazionale. Non esistevano sufficienti squadre nazionali che potessero competere adeguatamente con gli statunitensi e i canadesi. Un nuovo tentativo fu fatto nel 1924, durante le Olimpiadi di Parigi, quando il basket fu inserito tra gli eventi collaterali come parte dei Jeux d'Enfants, una serie di competizioni dimostrative per ragazzi.
Questa iniziativa era il risultato del crescente interesse per le attività sportive scolastiche, divenute popolari dopo la Prima Guerra Mondiale. Il basket, portato in Europa dai soldati statunitensi, fu inserito nel programma insieme ad altri sport scolastici, come pallavolo e baseball, discipline che all’epoca avevano ancora più l’aspetto di giochi che di veri sport professionistici.
I Jeux d’Enfants si svolsero allo Stadio Atletico di Colombes dal 18 al 20 luglio. L’organizzazione fu curata principalmente dalla YMCA, con il segretario della sezione parigina, Schroeder, in prima linea. Collaborarono anche diverse sezioni della YMCA provenienti da altre parti d’Europa e gruppi scout. La partecipazione italiana fu garantita dalla squadra dell’YMCA di Torino. Le competizioni ebbero inizio il venerdì con una partita tra il Methodist Memorial, che vinse poi il torneo, e la squadra della London YMCA. Il giorno successivo si disputarono match tra squadre di militari provenienti da Valenciennes e altre città francesi, mentre la domenica vide in campo, tra le altre, le formazioni giovanili di Londra e Torino.
Nell'esibizione femminile, le canadesi delle Edmonton Grads vinsero tutte le partite con una media di 60 punti fatti e 10 subiti.